# Minnie the Moocher
«Minnie the Moocher» es una canción de jazz grabada por primera vez en 1931 por Cab Calloway and His Orchestra. Se vendieron más de un millón de copias. Fue incluida en el Grammy Hall of Fame en 1999.
La canción es famosa por su estribillo de "scat" ("Hi De Hi De Hi De Hi") el cual Calloway hacía repetir a las audiencias en directo como llamada y respuesta. 

## Cine
La canción es cantada por el propio Calloway en la película The Blues Brothers (1980).
En la película Mira quién habla también, mientras James Ubriaco (John Travolta) y Mikey están viendo la tele a altas horas de la noche, salen fragmentos del episodio animado protagonizado por Betty Boop Minnie the moocher con su respectiva banda sonora del mismo nombre.